# Anders Larsson vid Kvallan
Anders Larsson vid Kvallan, född 11 september 1837 i Västerlövsta socken, död 13 februari 1879 genom avrättning, var en svensk hemmansägare i Kvallan, Huddunge socken och mördare. 
Enligt Västmanlands läns tidning mördade Larsson sin fru för att hon var gravid och han inte kunde se någon väg ut där han skulle klara av att försörja både hustrun och det väntade barnet. Avrättningen av Larsson var den första där platsen och tidpunkten hölls hemlig fram till utförandet (s.k. intermural avrättning). Såväl plats och tid hade dock kommit till allmänhetens kännedom och en stor folkmassa hade samlats utanför Västerås länsfängelse. Stockholms stads skarprättare Johan Fredrik Hjort utförde avrättningen som blev Hjorts 13:e avrättning sedan han tillträdde tjänsten 1861. 
Ibland brukar avrättningen av Anders Larsson vid Kvallan nämnas vara en avrättning som tillsammans med avrättningarna av Lars Nilsson och Konrad Petterson Lundqvist Tector fick opinionen att vändas emot dödsstraffet. I Tectors fall var avrättningen ett synnerligen blodigt skådespel och både Nilsson och Larsson förmodas ha varit sinnessjuka. I artikeln om avrättningen i Västmanlands läns tidning kan man också skymta en negativ inställning till bestraffningsformen.
Efter avrättningen samlades ett "större antal preparat" in från Larssons kropp av en grupp anatomer, som förevisade dessa vid ett läkarföreningens möten.